# Fondo de las Naciones Unidas para el Desarrollo del Capital

Logotipo del UNCDF

El Fondo de las Naciones Unidas para el Desarrollo del Capital (UNCDF por sus siglas en inglés) es la agencia de la ONU para invertir en capital en los 48 países menos desarrollados del mundo. El UNCDF se centra en África y los países más pobres de Asia, en particular los países que emergen de un conflicto o una crisis. Proporciona capital semilla –donaciones y préstamos– y apoyo técnico para ayudar a instituciones de microfinanzas a llegar a más hogares pobres y pequeñas empresas. También facilita a gobiernos locales la financiación de las inversiones en capital físico (infraestructuras), como sistemas de agua, carreteras secundarias, escuelas o regadíos.
Más del 50 % de los clientes de las instituciones de microfinanzas a las que apoya el UNCDF son mujeres. Toda la ayuda del UNCDF se  proporciona a través de sistemas nacionales, de acuerdo con los Principios de París. El UNCDF trabaja en entornos como áreas rurales remotas o países que salen de conflictos, y sus programas están diseñados para catalizar mayores flujos de inversión del sector privado, entidades de desarrollo y gobiernos nacionales, para promover significativamente el avance hacia los Objetivos de Desarrollo del Milenio (luego sustituidos por los Objetivos de Desarrollo Sostenible), especialmente el objetivo 1 (terminar con la pobreza). El UNCDF está apoyando programas mundiales como la alianza Mejor que el dinero.
Establecido por la Asamblea General en 1966 y con sede en Nueva York, el UNCDF es un ente autónomo de la ONU asociado con el Programa de las Naciones Unidas para el Desarrollo (PNUD).

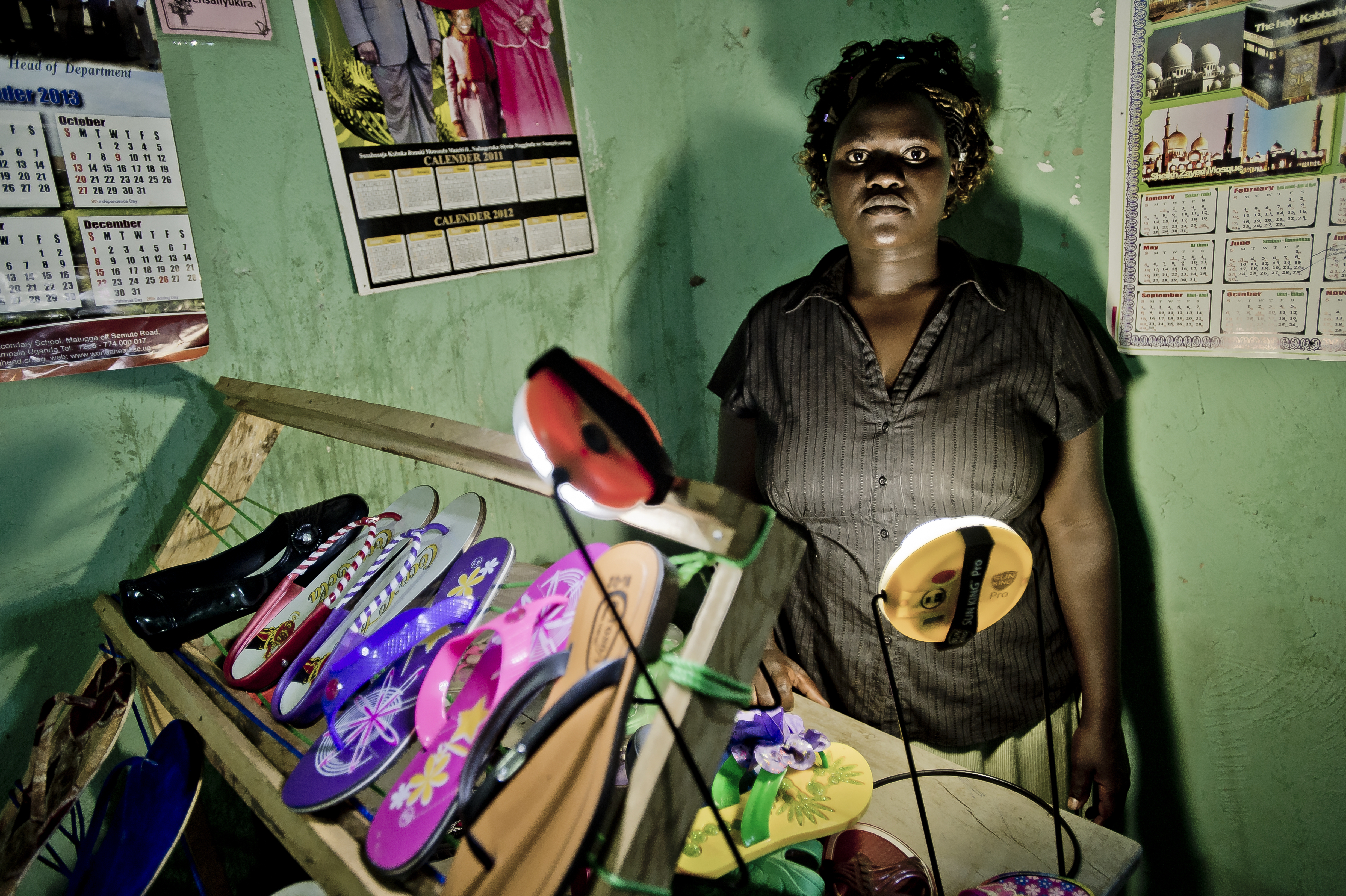
Como parte de su área de práctica de la inclusión financiera, el programa CleanStart del UNCDF ayuda una mujer en Uganda a lograr soluciones de iluminación nocturna con dispositivos que acumulan energía solar durante el día en una población a la que no llega la red eléctrica.

El mandato original de la Asamblea General al UNCDF fue «ayudar a los países en desarrollo a hacer crecer sus economías suplementando las fuentes de capital existentes con donaciones y préstamos.» (Resolución de la Asamblea General 2186, 13 de diciembre de 1966) Este mandato se modificó en 1973 para dedicarse primero y principalmente, pero no exclusivamente, a los países menos desarrollados.
El UNCDF tiene un mandato financiero único dentro del sistema de la ONU. Proporciona capital de inversión y apoyo técnico tanto al sector público como al privado. La capacidad de proporcionar financiación de capital —en forma de donaciones, créditos blandos y mejora de préstamos– y la pericia técnica en preparar carteras de proyectos sostenibles y resilientes de aumento de capacidades y de infraestructuras, hace de su mandato un complemento muy útil a los mandatos de otras agencias de la ONU. También coloca al UNCDF como un inversor temprano para reducir el riesgo de oportunidades a las que posteriormente pueden sumarse socios financieros institucionales y, cada vez más, fundaciones filantrópicas o inversores del sector privado.

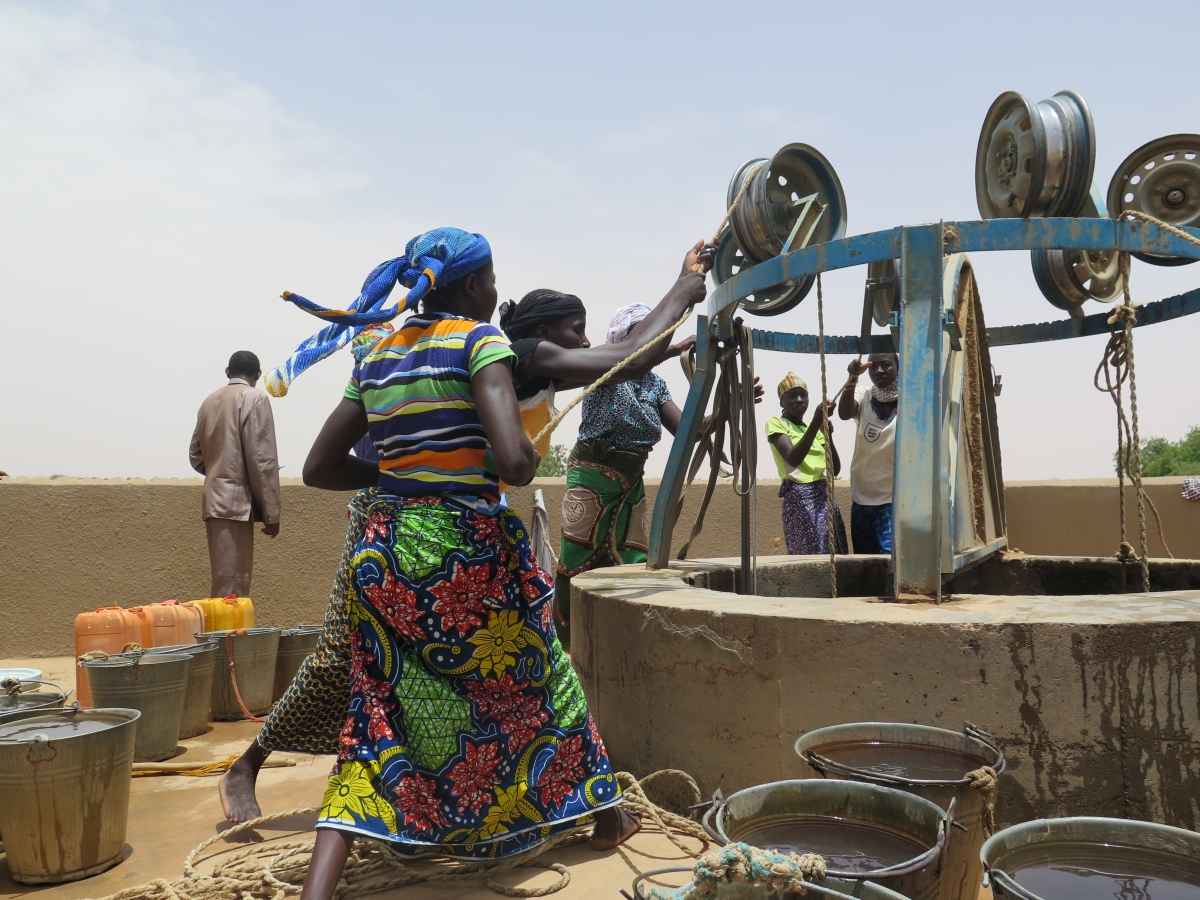
Como parte de su área de práctica de desarrollo local, el programa LoCAL del UNCDF apoya la rehabilitación de un pozo en el distrito de Dosso, Níger.

El UNCDF tiene asimismo un historial de aumento de la capacidad de las finanzas públicas locales. También es una de las agencias de desarrollo implicadas en promover la inclusión financiera a través de un planteamiento de desarrollo del mercado. Desde su apoyo inicial (1991-2000) a estrategias nacionales de microfinanzas, el UNCDF ha actualizado profundamente hace poco su planteamiento de desarrollo del mercado a través de una nueva herramienta de diagnóstico (denominada con las siglas inglesas MAP) y un marco programático para apoyar la extensión de estrategias nacionales de inclusión financiera. MAP proporciona a los gobiernos datos detallados de demanda y acceso financiero, con análisis de los nuevos impulsores de la inclusión financiera en el lado de la demanda (i.e. papel de la tecnología y la banca móvil, aparición de nuevos canales de distribución, digitalización de transferencias sociales), y con análisis de un marco de políticas más amplio.
El UNCDF es la única agencia de la ONU mandatada para centrarse principalmente en los países menos desarrollados (LDC por sus siglas en inglés): de los 48 que existen, apoya actualmente a 31 con programas nacionales, continentales y mundiales. El UNCDF también trabaja en 6 países del Sur que no son LDC.
La actual secretaria ejecutiva del UNCDF es Judith Karl.

## Historia

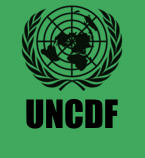
Logotipo anterior del UNCDF.

Creado por la Asamblea General en 1966 para promover el desarrollo económico, el UNCDF empezó en 1974 a centrarse en los países menos desarrollados. En los siguientes 20 años, el UNCDF financió elementos aislados de capital fijo —carreteras, puentes, regadíos— mayoritariamente en África. Recibía unos 40 millones de dólares norteamericanos ($) anuales para su financiación y operaba desde las oficinas nacionales del PNUD.
Hacia 1995, el UNCDF empezó a centrarse en la función que los gobiernos locales podían desempeñar en planear, financiar y mantener inversiones en capital. Una inversión eficaz en infraestructuras y la prestación de servicios a través de la gestión descentralizada de las finanzas públicas han sido los puntales del UNCDF desde entonces. Otra área importante de su experiencia – las microfinance– también data de esos años, cuando muchos de sus proyectos de desarrollo rural tenían componentes de crédito.
Los recursos del UNCDF siguen siendo modestos si se comparan con los de muchas organizaciones multilaterales. Aun así, ha desarrollado un considerable historial de ir donde otros no van, y allí “apalancar” mayores capitales públicos y privados. En las palabras de una valoración de 2008 del Gobierno de Suecia, «El UNCDF tendría que ser visto como un actor de desarrollo que abre camino a otros, más que un mecanismo de financiación».
El UNCDF opera en 31 de los 48 países menos desarrollados del mundo. El 70 % de su cartera de inversiones se halla en África, y el 50 %, en países que salen de crisis.
En 2013, UNCDF recibió la puntuación más alta en el índice de microfinanzas SmartAid, un rango mundial de eficacia de este instrumento.